# فراری ۳۳۰

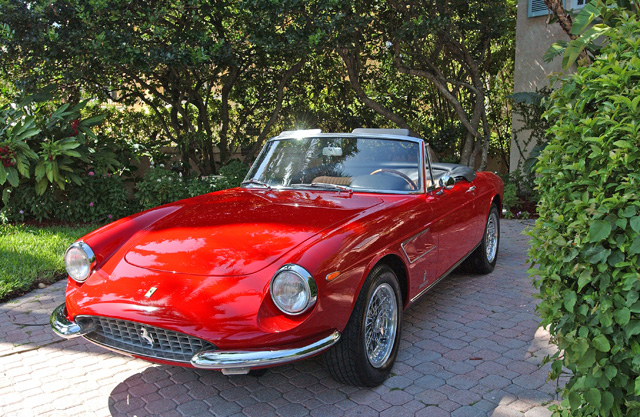
فراری ۳۳۰

فراری ۳۳۰ (Ferrari ۳۳۰) خودرویی است که در سال‌های ۱۹۶۳–۱۹۶۸تولید شده‌است.
این خودرو در کلاس خودرو اسپورت قرار گرفته، طراحی آن خودروهای موتور جلو-محور عقب بوده است.